# Farancia erytrogramma
Farancia erytrogramma är en ormart som beskrevs av den franske naturhistorikern Palissot de Beauvois 1802. Farancia erytrogramma ingår i släktet Farancia, och familjen snokar. IUCN kategoriserar arten globalt som livskraftig.

## Underarter
Arten delas in i följande underarter:
- F. e. erytrogramma
- F. e. seminola

## Utbredning
Arten har sin utbredning i USA från södra Maryland till sydöstra Louisiana. En liten population har också funnits vid  Lake Okeechobee i södra Florida, men den förklarades utdöd 2011.

## Habitat
Farancia erytrogramma lever i träskmarker, vattendrag med långsam vattenföring och i sandiga kusttrakter.